# Desde que te fuiste
Desde que te fuiste es una película estadounidense de 1944 dirigida por John Cromwell y protagonizada por Claudette Colbert, Jennifer Jones y Joseph Cotten en los papeles principales.

## Argumento
En enero de 1943, Anne Hilton es un ama de casa de clase media-alta que vive en una ciudad del Medio Oeste, cerca de una base militar, con sus dos hijas adolescentes, Jane y Bridget («Brig»). Tim Hilton, el amado esposo de Anne, se ha alistado voluntario para servir en el ejército de los Estados Unidos en la Segunda Guerra Mundial. Anne acaba de regresar de ver a su marido en Camp Claiborne, y ella y sus hijas deben adaptarse a la ausencia de Tim y hacer otros sacrificios por el esfuerzo de guerra, incluyendo el racionamiento de alimentos; plantar un jardín de la victoria; renunciar a los servicios de su leal criada Fidelia que, sin embargo, se ofrece a seguir trabajando a tiempo parcial para los Hilton, renunciando a los salarios; y tomar un huésped, el cascarrabias coronel retirado Smollett. Cuando los Hilton viajan en tren en un intento fallido de ver a Tim por última vez antes de que se embarque, se encuentran o viajan con muchas otras personas cuyas vidas se han visto afectadas por la guerra, y al final no llegan a ver a Tim porque su tren se retrasa para permitir que pase primero un tren de suministros de defensa. Por el contrario, Emily Hawkins, vecina de los Hilton, se queja de los inconvenientes causados por la guerra y adopta comportamientos insolidarios, como acaparar comida y criticar los esfuerzos de los Hilton.
El coronel tiene una relación tensa con su joven nieto, Bill Smollett, porque Bill «fue expulsado» de West Point y ahora sirve en el ejército de EE. UU. como simple cabo y no como oficial. Un viejo amigo de Anne y Tim, el teniente Tony Willett, también visita a los Hilton mientras espera sus órdenes. Bill se enamora rápidamente de Jane, que está enamorada de Tony, quien a su vez se siente atraída por Anne desde hace tiempo. Sin embargo, cuando Tony se marcha, la relación entre Bill y Jane evoluciona lentamente y se enamoran. Se comprometen, pero Bill convence a Jane de que esperen hasta después de la guerra para casarse. Finalmente, Bill es enviado al extranjero y Jane corre llorosa tras su tren para despedirse de él. El coronel, que bajo su ruda apariencia se preocupa de verdad por su nieto, transmite sus buenos deseos a Bill a través de Anne, pero llega demasiado tarde para despedirse en persona.
Jane está decidida a hacer algo más por la guerra y comienza a trabajar como voluntaria en el hospital militar cercano, donde los veteranos que regresan con lesiones físicas y mentales son enviados para recuperarse. La familia se entera por telegrama de que Tim Hilton ha desaparecido en combate en el Pacífico Sudoccidental. Poco después de la partida de Bill, los Hilton reciben la noticia de que ha muerto en combate en Salerno. Los Hilton y el coronel lloran juntos la muerte de Bill. Jane y Anne terminan por reñir a Emily Hawkins después de que ésta sugiera que es indecoroso que Jane trabaje como voluntaria en el hospital, y Anne decide que ella misma debe hacer algo más para ayudar y se forma como soldadora para trabajos de defensa en el astillero.
Tony regresa de permiso y habla con Anne de sus sentimientos por ella, pero ella cree que sólo la mantiene como ideal romántico porque está casada con su amigo Tim y, por tanto, es inalcanzable. Anne y Tony deciden dejar las cosas como están y seguir siendo amigos. En Nochebuena, Fidelia coloca bajo el árbol los regalos que Tim le había dado meses antes para dejar a su familia, y Anne se emociona hasta las lágrimas. Anne recibe entonces un cablegrama por teléfono informándole de que Tim está a salvo y vuelve a casa, y ella y sus hijas se abrazan con alegría. «Tened ánimo, y Él fortalecerá vuestro corazón, todos los que esperáis en el Señor».

## Reparto
| Actor              | Personaje                                             | Notas                    |
| ------------------ | ----------------------------------------------------- | ------------------------ |
| Claudette Colbert  | Sra. Anne Hilton                                      |                          |
| Jennifer Jones     | Jane Deborah Hilton                                   |                          |
| Joseph Cotten      | Teniente Comandante Tony Willett                      |                          |
| Shirley Temple     | Bridget "Brig" Hilton                                 |                          |
| Monty Woolley      | Cnel. William G. Smollett                             |                          |
| Lionel Barrymore   | Clérigo                                               |                          |
| Robert Walker      | Cabo William G. "Bill" Smollett II                    |                          |
| Hattie McDaniel    | Fidelia                                               |                          |
| Agnes Moorehead    | Sra. Emily Hawkins                                    |                          |
| Alla Nazimova      | Zofia Koslowska                                       | Acreditada como Nazimova |
| Albert Bassermann  | Dr. Sigmund Gottlieb Golden                           |                          |
| Gordon Oliver      | Oficial marino buscando habitación                    |                          |
| Keenan Wynn        | Teniente Solomon                                      |                          |
| Guy Madison        | Marinero Harold E. Smith                              |                          |
| Craig Stevens      | Danny Williams                                        |                          |
| Lloyd Corrigan     | Sr. Mahoney, el tendero                               |                          |
| Jackie Moran       | Johnny Mahoney                                        |                          |
| Wallis Clark       | Hombre en el salón de cóctel                          | No acreditado            |
| George Chandler    | Taxista                                               | No acreditado            |
| Dorothy Dandridge  | Esposa del oficial de color en la estación del tren   | No acreditado            |
| Warren Hymer       | Soldado convaleciente pidiendo helado de tutti frutti |                          |
| Rhonda Fleming     | Susie Fleming, muchacha en el baile                   | No acreditada            |
| Byron Foulger      | Director de escuela secundaria                        | No acreditado            |
| Andrew V. McLaglen | Antiguo mozo de labranza                              | No acreditado            |
| Edwin Maxwell      | Negociante en salón de cóctel                         | No acreditado            |
| Terry Moore        | Niño refugiado en tren                                | No acreditada            |
| Ruth Roman         | Muchacha envidiosa en estación de tren                | No acreditada            |
| Butterfly McQueen  | Sargento WAC                                          | No acreditada            |